# Баал-Есер II
Баал-Есер II (Балеазар, Баал-мазер) (*д/н — 840 або 830 до н. е.) — цар міст-держав Тір і Сідон близько 856/846—840 або 830/829 років до н. е. Ім'я перекладається як «Баал допоміг».

## Життєпис
Син царя Ітобаала I. Народився близько 886 року до н. е. За різними підрахунками та свідченнями посів трон 856 або 846 року до н. е. Іншою датою є 848 рік до н. е. Зберігав політичні та економічці зв'язки з царями Ізраїлю і Юдеї. Цьому допомагали родинні зв'язки. Сестра Баал-Есера II — Єзавель — була дружиною ізраїльського царя Ахава, а небога Аталія — юдейського царя Йорама. Завдяки цьому тірський цар забезпечив захист кордонів та відновив широкі торгівельні зв'язки в Передній Азії. Крім того, тірські культи поширилися в Юдеї і Ізраїлі, що сприяло культурному та ідеологічному впливу Тіра. Вважається, що Баал-Есер II утворив коаліцію фінікійських міст держав у складі Тіра, Сідона і Бібла. Висловлюється гіпотеза, що також міг стати царем Сідона, але без ґрунтовних фактів.
У 842 році до н. е. внаслідок заколоту гине Єзавель, а 837 року до н. е. внаслідок іншого повстання — Аталія. Разом з ними загинули жерці фінікійського божества Баала. Внаслідок цього кутурний вплив Тіра різко скоротився.
У 841 році до н. е. вимушен був визнати зверхність ассирійського царя Шульману-ашареда III, сплативши йому чималу данину. За різними відомостями Баал-Есер II помер 840 або 830/829 року до н. е. Причиною цьому є різні згадки стосовно терміну його панування: 6 років згідно Менандра Ефеського і 18 років — «Хронографії» Євсевія. Йому спадкував син Маттан I.